# Olympische Sommerspiele 1980/Leichtathletik – 10.000 m (Männer)

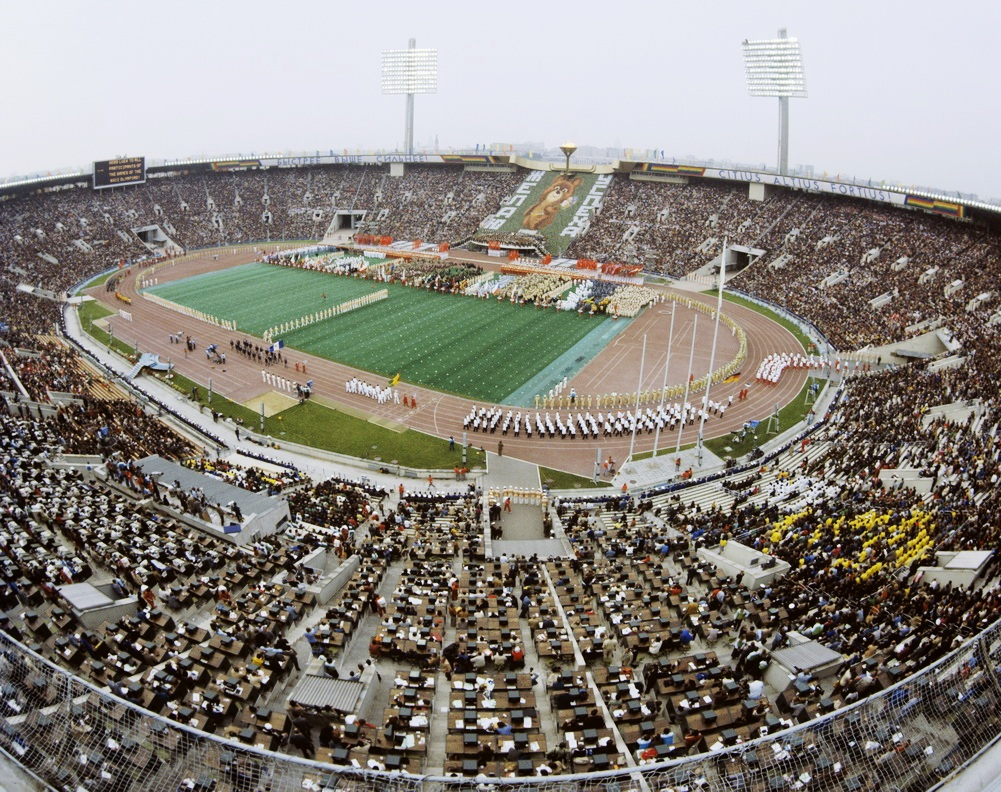
Das Luschniki-Stadion während der Eröffnungsfeier dieser Spiele

Der 10.000-Meter-Lauf der Männer bei den Olympischen Spielen 1980 in Moskau wurde am 24. und 27. Juli 1980 im Olympiastadion Luschniki ausgetragen. 43 Athleten nahmen teil.
Olympiasieger wurde der Äthiopier Miruts Yifter. Er gewann vor dem Finnen Kaarlo Maaninka und dem Äthiopier Mohamed Kedir.
Für die DDR gingen Jörg Peter und Werner Schildhauer an den Start. Beide erreichten das Finale. Peter wurde Sechster, Schildhauer Siebter.

Der Schweizer Markus Ryffel musste seinen Vorlauf abbrechen.

Läufer aus Österreich und Liechtenstein nahmen nicht teil. Athleten aus der Bundesrepublik Deutschland waren wegen des Olympiaboykotts ebenfalls nicht dabei.

## Bestehende Rekorde
| Weltrekord         | 27:22,47 min | Henry Rono ( Kenia)     | Wien, Österreich                  | 11. Juni 1978     |
| Olympischer Rekord | 27:38,35 min | Lasse Virén ( Finnland) | Finale OS München, BR Deutschland | 3. September 1972 |

Der bestehende olympische Rekord wurde bei diesen Spielen nicht erreicht. Im schnellsten Rennen, dem Finale, verfehlte Olympiasieger Miruts Yifter diesen Rekord um 4,34 Sekunden. Zum Weltrekord fehlten ihm 20,22 Sekunden.

## Durchführung des Wettbewerbs
Die Athleten traten am 24. Juli zu drei Vorläufen an. Die jeweils vier Laufbesten – hellblau unterlegt – sowie die nachfolgend drei Zeitschnellsten – hellgrün unterlegt – qualifizierten sich für das Finale, das am 27. Juli stattfand.

## Zeitplan
24. Juli, 17:05 Uhr: Vorläufe

27. Juli, 19:35 Uhr: Finale
Anmerkung:
Alle Zeiten sind in Ortszeit Moskau (UTC+3) angegeben.

## Vorrunde
Datum: 24. Juli 1980, ab 17:05 Uhr

### Vorlauf 1
Überschattet wurde das Rennen von dem Zusammenbruch des Iren Treacy, der zweihundert Meter vor der Ziellinie wegen Dehydratation kollabierte.

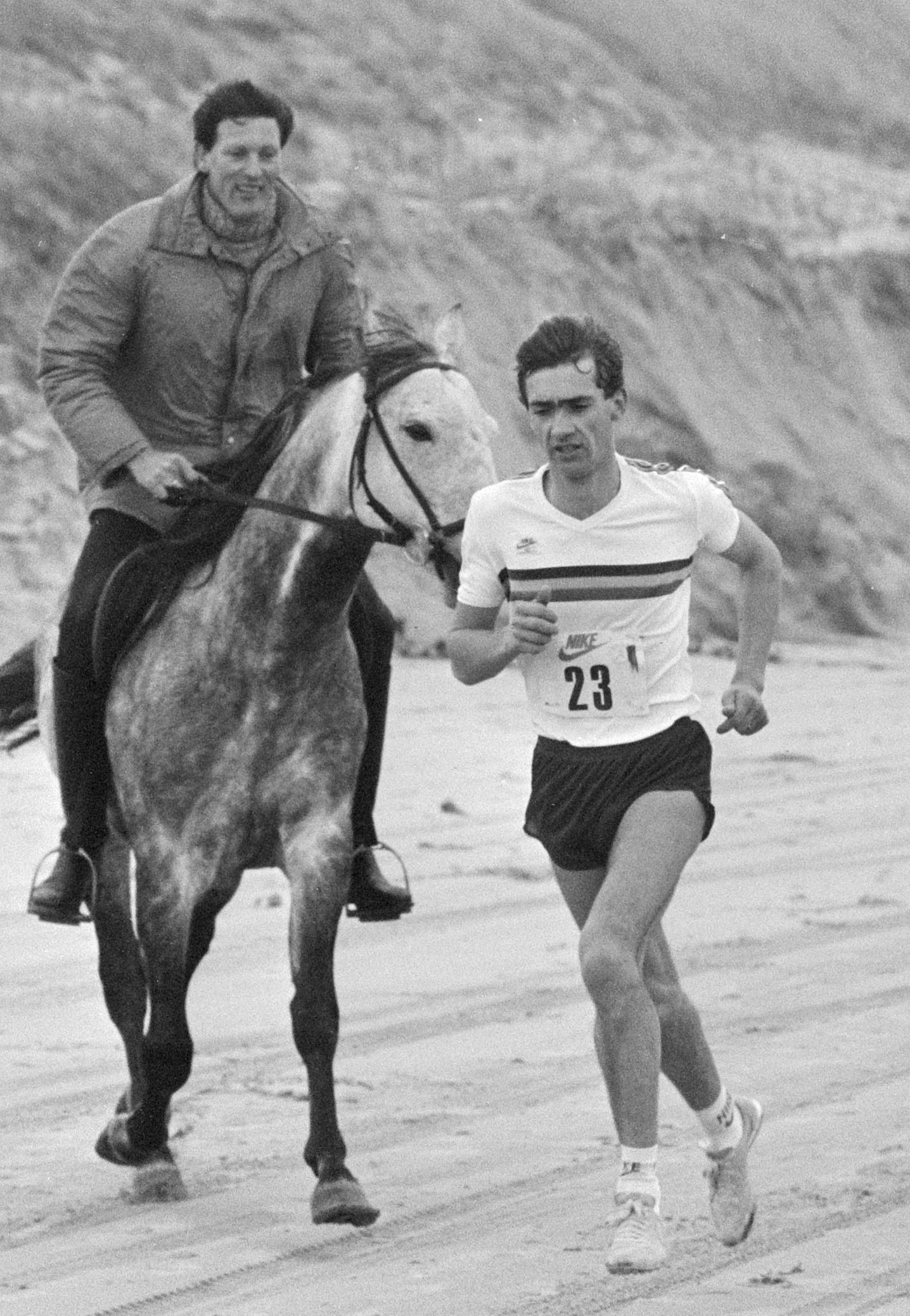
Alex Hagelsteens (hier bei einem Halbmarathon) scheiterte als Sechster des ersten Vorlaufs

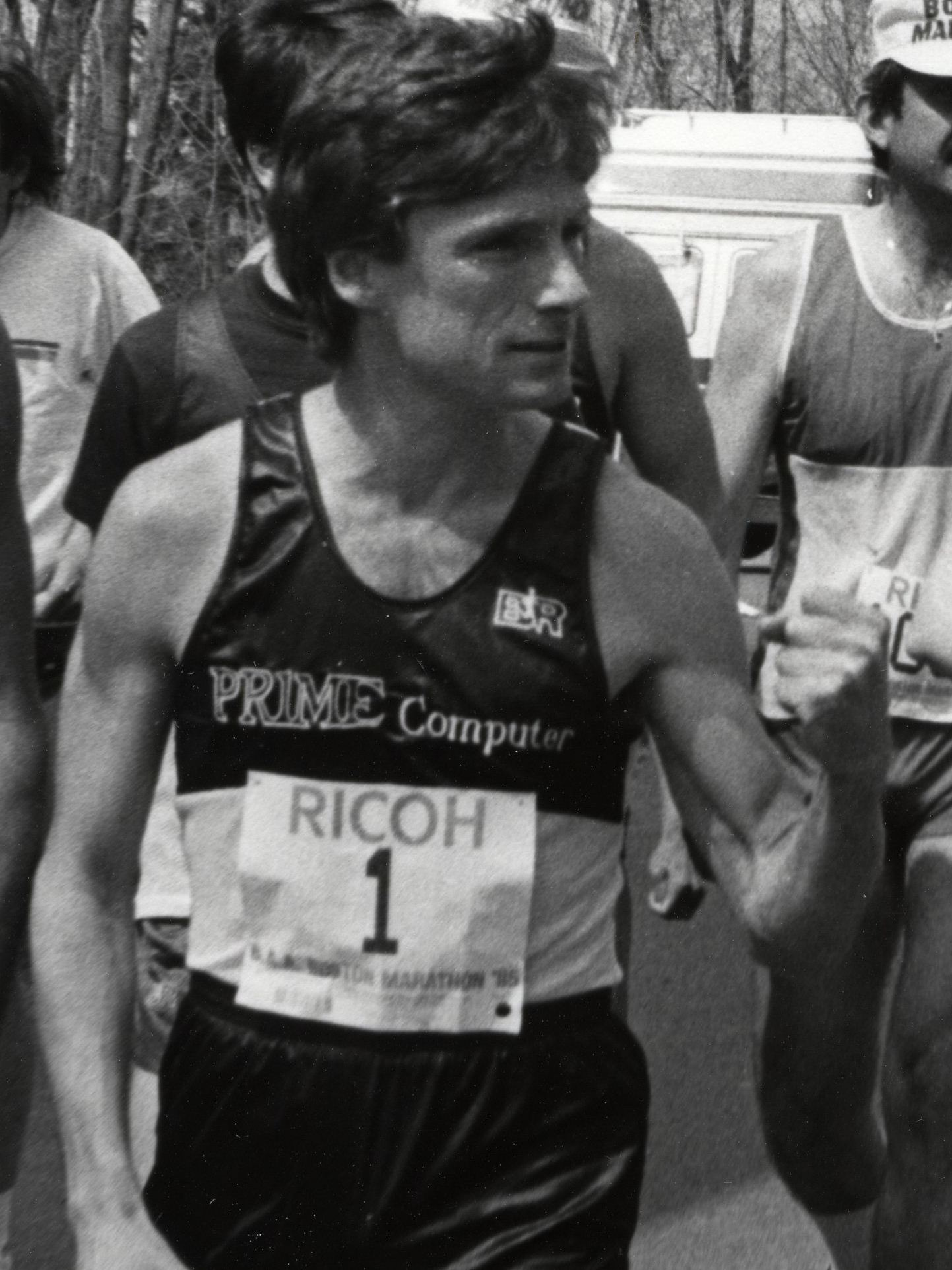
Geoff Smith – ausgeschieden als Siebter des ersten Vorlaufs

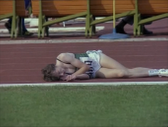
Der im ersten Vorlauf kollabierte John Treacy

| Platz | Name                  | Nation         | Zeit        |
| ----- | --------------------- | -------------- | ----------- |
| 1     | Mohamed Kedir         | Äthiopien      | 28:16,4 min |
| 2     | Kaarlo Maaninka       | Finnland       | 28:31,0 min |
| 3     | Werner Schildhauer    | DDR            | 28:32,1 min |
| 4     | Lasse Virén           | Finnland       | 28:45,8 min |
| 5     | Steve Austin          | Australien     | 29:45,2 min |
| 6     | Alex Hagelsteens      | Belgien        | 29:47,6 min |
| 7     | Geoff Smith           | Großbritannien | 30:00,1 min |
| 8     | Abdelmadjid Mada      | Algerien       | 30:23,5 min |
| 9     | Akel Hamdan           | Syrien         | 31:21,9 min |
| 10    | Motlalepula Thabana   | Lesotho        | 34:01,5 min |
| DNF   | Aleksandras Antipovas | Sowjetunion    |             |
| DNF   | Zakariah Barie        | Tansania       |             |
| DNF   | John Treacy           | Irland         |             |
| DNS   | Bernardo Manuel       | Angola         |             |

### Vorlauf 2
| Platz | Name                  | Nation         | Zeit        |
| ----- | --------------------- | -------------- | ----------- |
| 1     | Miruts Yifter         | Äthiopien      | 28:41,7 min |
| 2     | Jörg Peter            | DDR            | 28:50,0 min |
| 3     | Brendan Foster        | Großbritannien | 28:55,2 min |
| 4     | Enn Sellik            | Sowjetunion    | 29:12,1 min |
| 5     | Antonio Prieto        | Spanien        | 29:12,8 min |
| 6     | Rachid Habchaoui      | Algerien       | 29:12,9 min |
| 7     | Enrique Aquino        | Mexiko         | 29:21,3 min |
| 8     | José Gómez            | Mexiko         | 29:53,6 min |
| 9     | Damiano Musonda       | Sambia         | 29:53,6 min |
| 10    | Kenias Tembo          | Simbabwe       | 30:53,8 min |
| 11    | Jules Randrianarivelo | Madagaskar     | 31:18,4 min |
| DNF   | Domingo Tibaduiza     | Kolumbien      |             |
| DNS   | Gerard Barrett        | Australien     |             |
| DNS   | Suleiman Nyambui      | Tansania       |             |

### Vorlauf 3

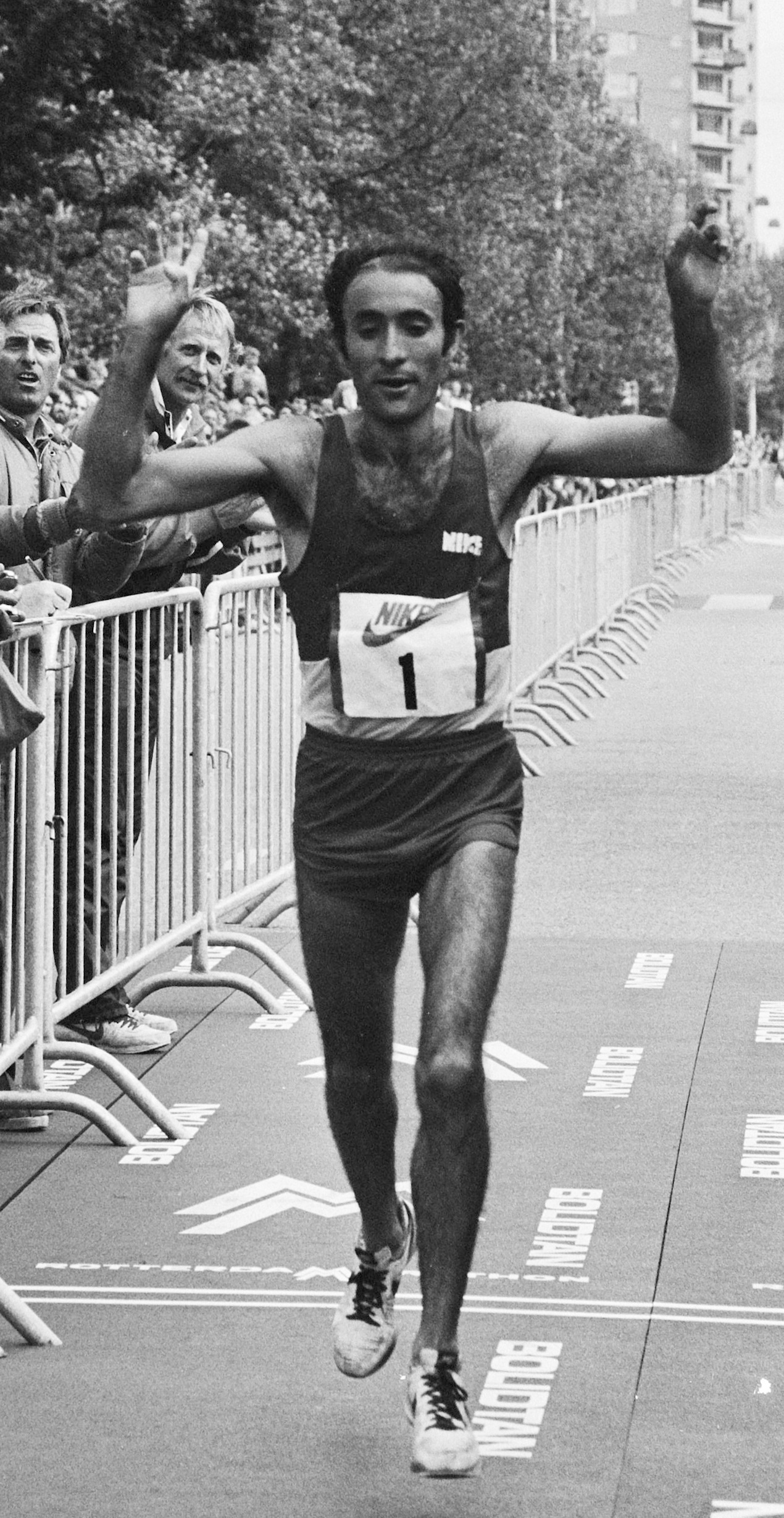
Rodolfo Gómez – ausgeschieden als Achter des dritten Vorlaufs
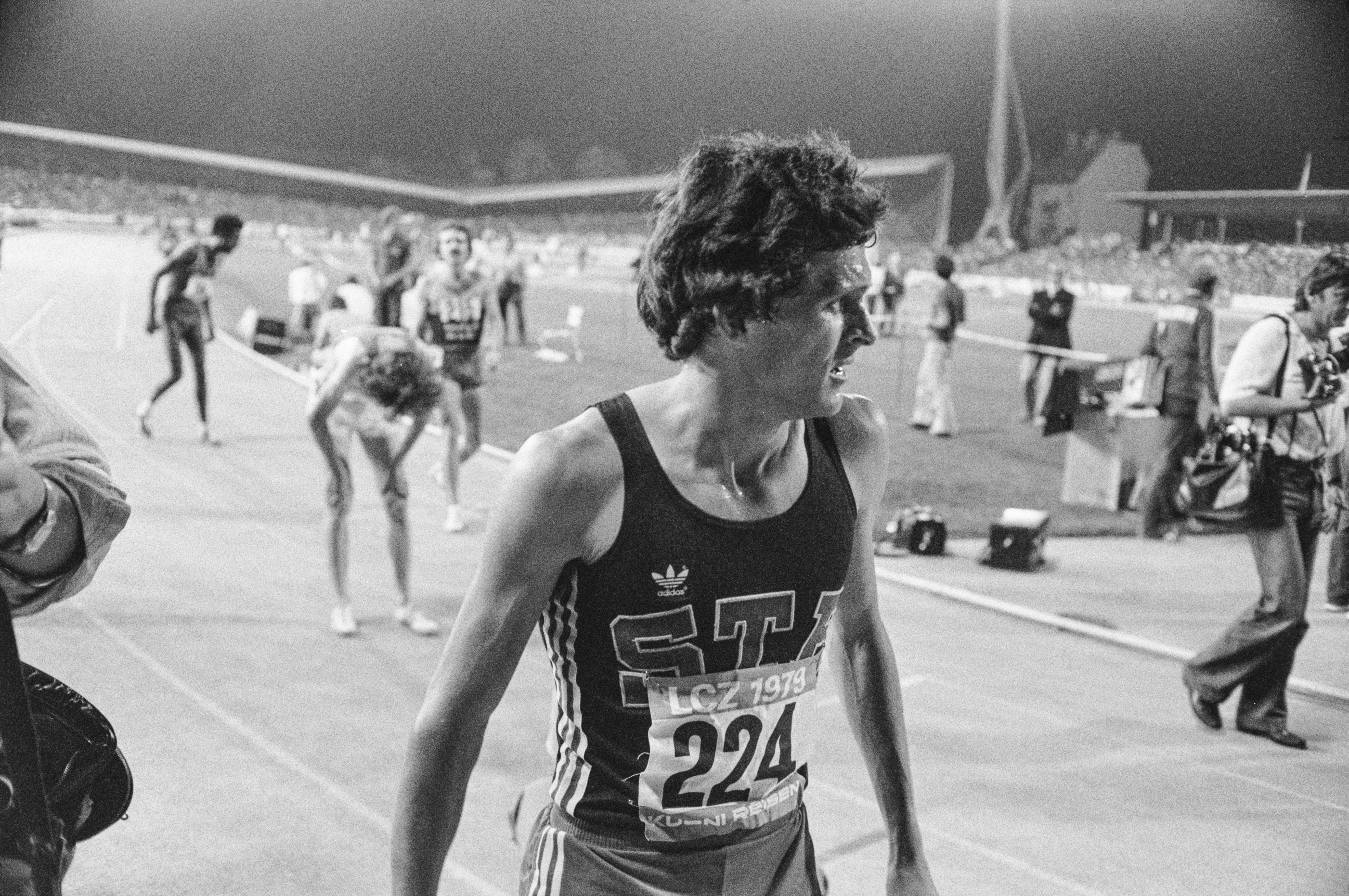
Markus Ryffel – im dritten Vorlauf Ziel nicht erreicht

| Platz | Name                 | Nation           | Zeit        |
| ----- | -------------------- | ---------------- | ----------- |
| 1     | Tolossa Kotu         | Äthiopien        | 28:55,3 min |
| 2     | Mike McLeod          | Großbritannien   | 28:57,3 min |
| 3     | Bill Scott           | Australien       | 28:58,8 min |
| 4     | Martti Vainio        | Finnland         | 28:59,9 min |
| 5     | Ilie Floroiu         | Rumänien         | 29:03,1 min |
| 6     | Gerard Tebroke       | Niederlande      | 29:05,0 min |
| 7     | Jiří Sýkora          | Tschechoslowakei | 29:19,8 min |
| 8     | Rodolfo Gómez        | Mexiko           | 29:25,7 min |
| 9     | Wolodymyr Schesterow | Sowjetunion      | 29:32,4 min |
| 10    | Hari Chand           | Indien           | 29:45,8 min |
| 11    | Leodigard Martin     | Tansania         | 30:33,4 min |
| 12    | Golekane Mosveu      | Botswana         | 30:38,8 min |
| 13    | Nara Bahadur Dahal   | Nepal            | 31:19,8 min |
| DNF   | Dias Alface          | Mosambik         |             |
| DNF   | Markus Ryffel        | Schweiz          |             |

## Finale

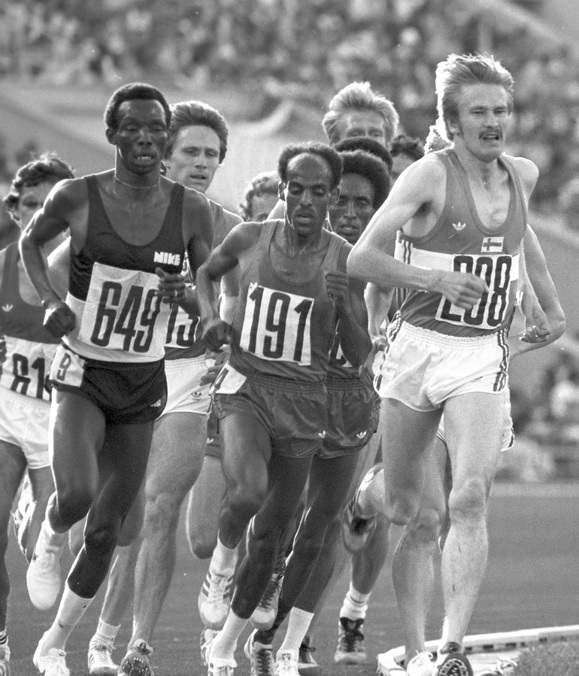
Olympiasieger wurde Miruts Yifter (hier mit Nr. 191 im 5000-Meter-Finale, das er fünf Tage später ebenfalls gewann)
Kaarlo Maaninka (Nr. 208) – Silber über 10.000 und Bronze über 5000 Meter

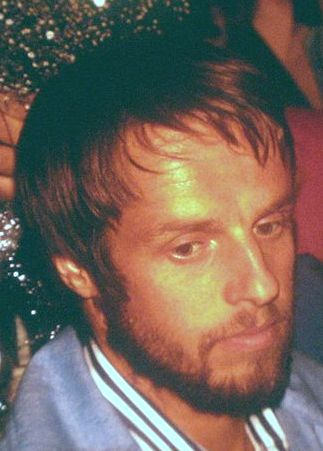
Der vierfache Olympiasieger Lasse Virén erreichte im Finale noch einmal einen fünften Platz

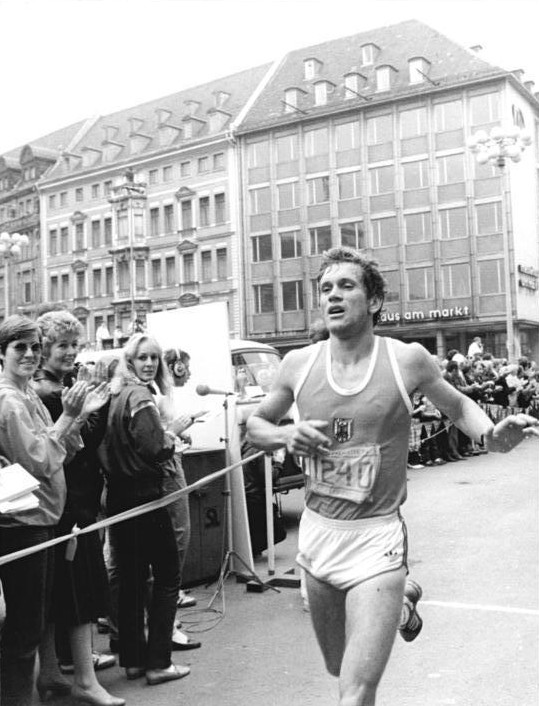
Der sechstplatzierte Jörg Peter

Datum: 27. Juli 1980, 19:35 Uhr
| Zwischenzeiten      | Zwischenzeiten | Zwischenzeiten | Zwischenzeiten |
| Zwischenzeit- Marke | Zwischenzeit   | 1000-m-Zeit    |                |
| ------------------- | -------------- | -------------- | -------------- |
| 1000 m              | 2:53,0 min     | 2:53,0 min     |                |
| 2000 m              | 5:42,5 min     | 2:49,5 min     |                |
| 3000 m              | 8:27,5 min     | 2:45,0 min     |                |
| 4000 m              | 11:24,5 min    | 2:57,0 min     |                |
| 5000 m              | 14:03,5 min    | 2:39,0 min     |                |
| 6000 m              | 16:50,0 min    | 2:46,5 min     |                |
| 7000 m              | 19:35,5 min    | 2:45,5 min     |                |
| 8000 m              | 22:23,5 min    | 2:48,0 min     |                |
| 9000 m              | 25:09,5 min    | 2:46,0 min     |                |
| 10.000 m            | 27:42,7 min    | 2:33,2 min     |                |

| Platz | Name               | Nation         | Zeit         |
| ----- | ------------------ | -------------- | ------------ |
| 1     | Miruts Yifter      | Äthiopien      | 27:42,69 min |
| 2     | Kaarlo Maaninka    | Finnland       | 27:44,28 min |
| 3     | Mohamed Kedir      | Äthiopien      | 27:44,64 min |
| 4     | Tolossa Kotu       | Äthiopien      | 27:46,47 min |
| 5     | Lasse Virén        | Finnland       | 27:50,46 min |
| 6     | Jörg Peter         | DDR            | 28:05,53 min |
| 7     | Werner Schildhauer | DDR            | 28:10,91 min |
| 8     | Enn Sellik         | Sowjetunion    | 28:13,72 min |
| 9     | Bill Scott         | Australien     | 28:15,08 min |
| 10    | Ilie Floroiu       | Rumänien       | 28:16,25 min |
| 11    | Brendan Foster     | Großbritannien | 28:22,54 min |
| 12    | Mike McLeod        | Großbritannien | 28:40,78 min |
| 13    | Martti Vainio      | Finnland       | 28:46,22 min |
| 14    | Gerard Tebroke     | Niederlande    | 28:50,08 min |
| DNF   | Antonio Prieto     | Spanien        |              |

Der vierfache Olympiasieger Lasse Virén war zurück, doch seine Vorleistungen ließen ihn nicht unbedingt im Kreis der Medaillenanwärter erscheinen. Da fanden sich andere Langstreckler wie der Äthiopier Miruts Yifter, der 1972 in München Olympiadritter auf dieser Distanz geworden war. Auch Viréns Landsmann Martti Vainio als amtierender Europameister und der Brite Brendan Foster, Olympiadritter 1976, zählten zu den aussichtsreichen Kandidaten.
Die erste Hälfte des Finalrennens wurde nicht besonders zügig, aber mit immer wieder wechselnden Tempoabschnitten gelaufen. Nach viertausend Metern erhöhten die drei Äthiopier Yifter, Mohamed Kedir und Tolossa Kotu das Tempo. Langsam riss das Feld auseinander und es bildete sich eine neunköpfige Spitzengruppe. Neun Runden vor dem Ende setzte sich kurzzeitig Virén an die Spitze. Doch der Finne hatte nicht mehr die Form der beiden vorangegangenen Spiele, die Äthiopier bestimmten nun wieder das Rennen. Im Laufe der nächsten Runden wurde die Spitzengruppe kleiner. Immer wieder gab es unrhythmische Tempoverschärfungen durch die Äthiopier, die sehr zermürbend waren. Vier Runden vor Schluss waren noch fünf Läufer vorn: die drei Äthiopier sowie die beiden Finnen Virén und Kaarlo Maaninka, der überraschend Anschluss halten konnte und 1000 Meter vor dem Ziel sogar kurzzeitig die Führung übernahm. Doch Yifter und Kedir zogen schnell wieder an ihm vorbei. In der vorletzten Runde ging dann Virén nach vorne, eingangs der letzten Runde zog Kedir wieder an ihm vorbei. Diese fünf Läufer blieben mit immer wieder wechselnden Führungen zusammen bis dreihundert Meter vor dem Ziel, als Yifter seinen Endspurt unwiderstehlich anzog. Keiner seiner Gegner hatte ihm noch etwas entgegenzusetzen und Miruts Yifter lief ungefährdet zum Olympiasieg. Nun hatte auch Lasse Virén keine Chance mehr, das Tempo der Gruppe hinter Yifter zu halten. Kaarlo Maaninka dagegen zog an den beiden verbliebenen Äthiopiern vorbei und gewann die Silbermedaille vor Mohamed Kedir. Tolossa Kotu belegte Rang vier, Lasse Virén wurde Fünfter.
Miruts Yifter war der erste äthiopische Olympiasieger über 10.000 Meter.

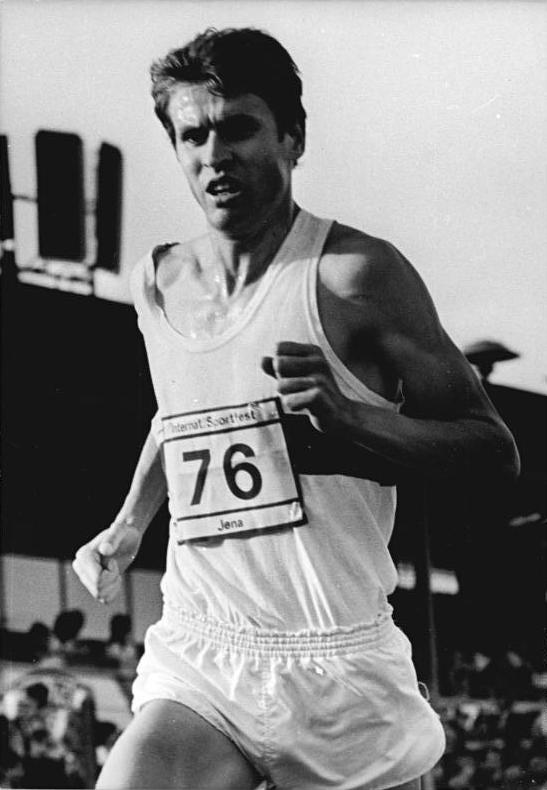
Werner Schildhauer wurde Olympiasiebter
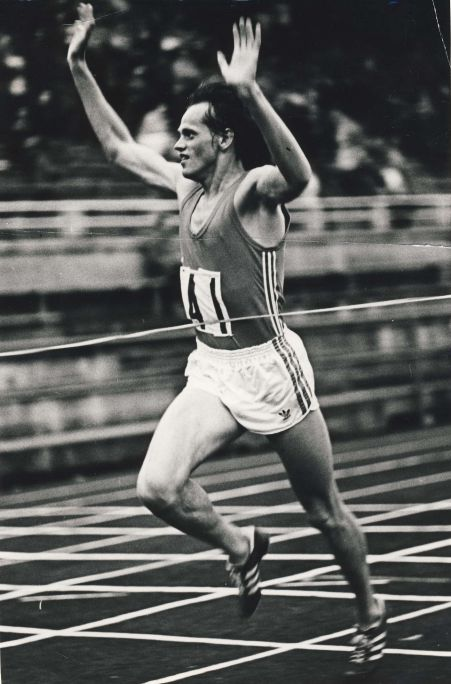
Enn Sellik kam auf den achten Platz
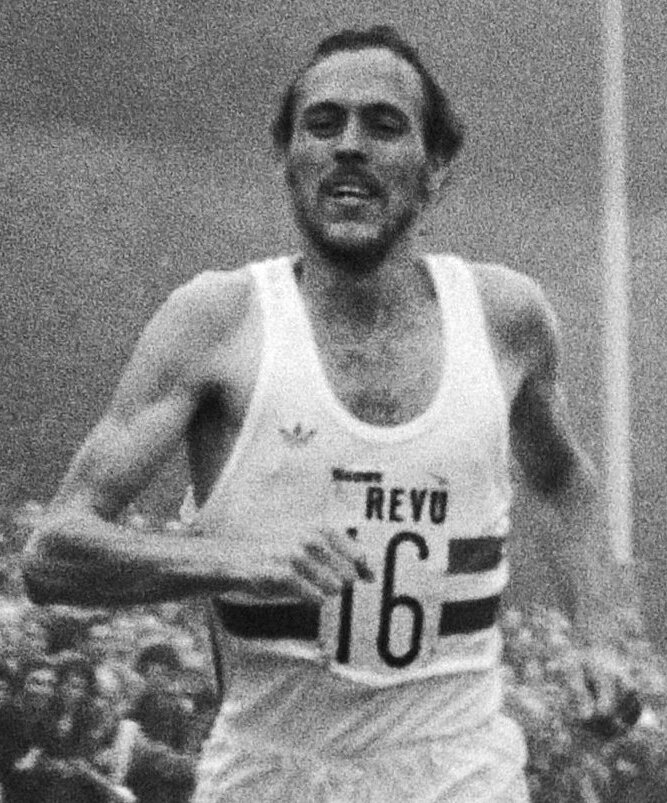
Rang zwölf für Mike McLeod
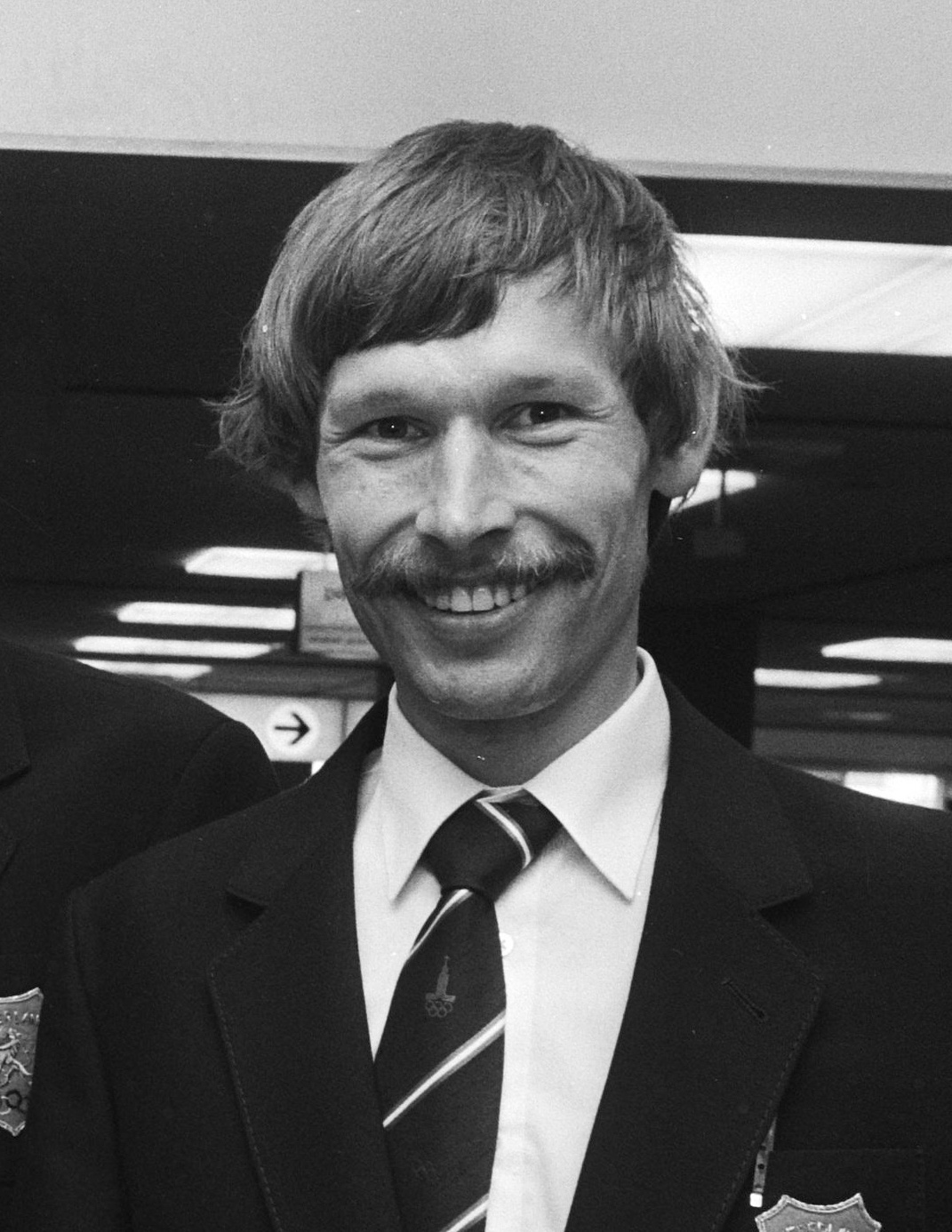
Gerard Tebroke erreichte das Finale und belegte dort Rang vierzehn

## Videolinks
- 1980 Olympics 10,000 Meters Miruts Yifter, youtube.com, abgerufen am 28. Oktober 2021
- 1980 Moscow Olympic Games Athletics, Bereich 9:13 min bis 11:33 min, youtube.com, abgerufen am 25. Dezember 2017